# Björn Dixgård

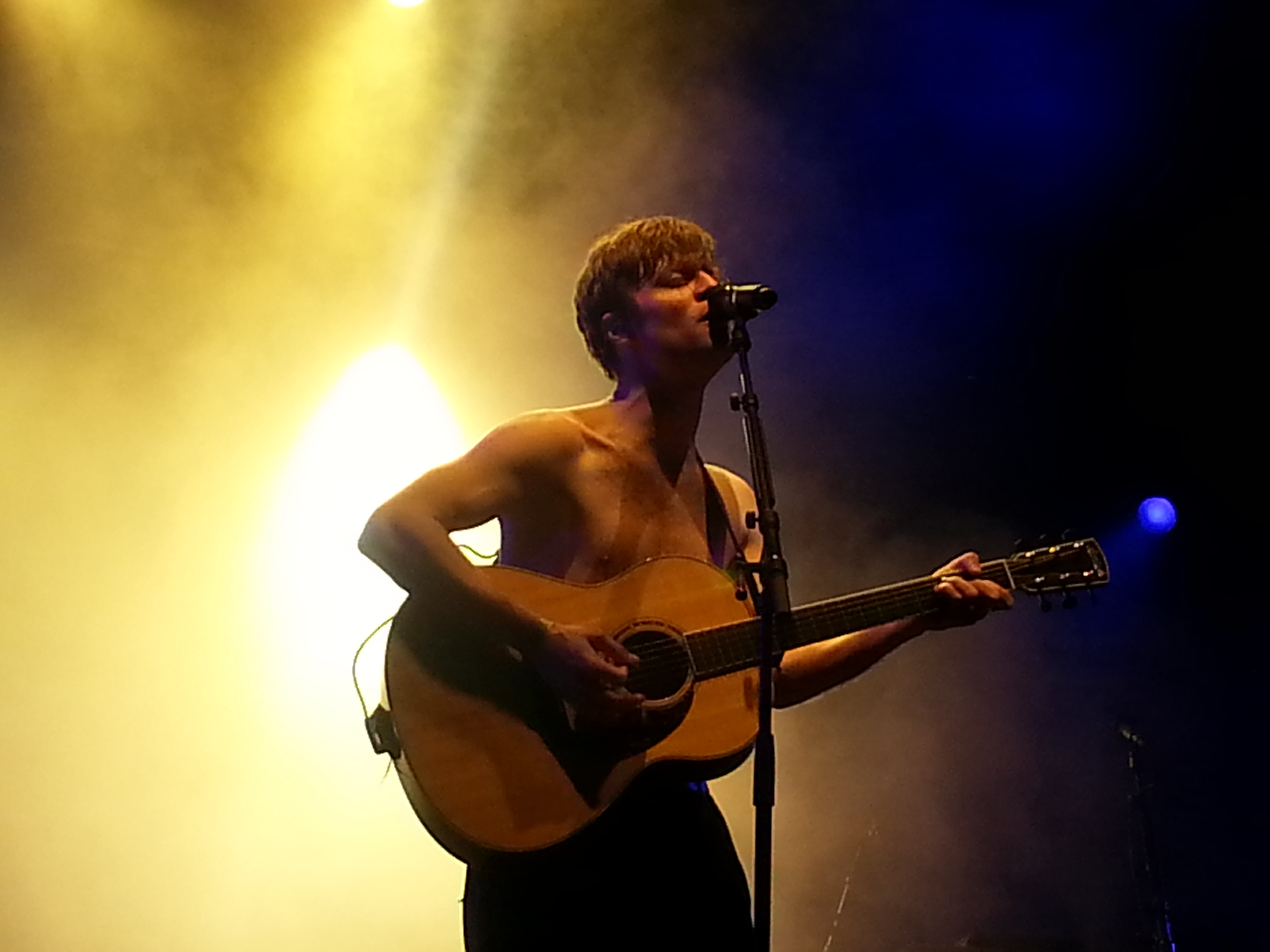
Björn Dixgård 2015

Björn Hans-Erik Dixgård (* 8. Mai 1981 bei Falun, Schweden) ist der Frontmann (Gesang, Gitarre) der schwedischen Rockband Mando Diao. Er ist weiterhin bei dem Musikprojekt Caligola aktiv.
Björn Dixgård ist seit 2008 mit der schwedischen Schauspielerin und Produzentin Emma Kihlberg verheiratet, das Paar hat zwei Kinder.

## Diskografie

### Mando Diao
- 2002: Bring ’em In
- 2004: Hurricane Bar
- 2006: Ode to Ochrasy
- 2007: Never Seen the Light of Day
- 2009: Give Me Fire!
- 2010: Above And Beyond MTV Unplugged
- 2012: Infruset
- 2014: Ælita
- 2017: Good Times
- 2019: Bang
- 2020: I solnedgången
- 2023: Boblikov’s Magical World

### Caligola
- 2012: Back to Earth
- 2012: Resurrection